# Zjazd na polowanie
Zjazd na polowanie – obraz olejny autorstwa Józefa Chełmońskiego, namalowany w 1874 roku.

## Historia
Płótno powstało w 1874 roku w atelier w Hotelu Europejskim w Warszawie. Antoni Adam Piotrowski wspominał, że artysta cytował fragment utworu Wincentego Pola podczas pracy nad obrazem: Jakiż opar dymi z koni, Jakże ostro wiara goni!
Właścicielem dzieła był bankier Leon Goldstand. Obraz znajduje się w zbiorach Muzeum Narodowego w Poznaniu.

## Charakterystyka
Obraz namalowany techniką olejną na płótnie, o wymiarach 65,5 na 148 cm. Nokturn przedstawia myśliwych, którzy zgromadzili się wcześnie rano, a koło nich znajdują się konie na śniegu. Ludzie i zwierzęta w ruchu są oddani bardzo realistycznie (malarstwo iluzjonistyczne), znajdują się przed wiejską chałupą, podobnie jak na obrazach: Sprawa u wójta czy Przed deszczem. Antoni Adam Piotrowski określił scenę słowami: o świcie zimowym, gwiazdy jeszcze na niebie, mróz tęgi, dymi para z koni.
Józef Chełmoński nie lubił polowań, ale jednak w wielu jego obrazach pojawiają się sceny myśliwskie. Ukazani na obrazie chłopi pełnią służebną rolę wobec rozrywkowego polowania elit.